# فیل بایتون
فیل بایتون (انگلیسی: Phil Bayton؛ زادهٔ ۱۸ سپتامبر ۱۹۵۰) دوچرخه‌سوار اهل بریتانیا است. وی د بازی‌های المپیک تابستانی ۱۹۷۲ شرکت کرده است.